# Apuania Unicorns 2019
Questa voce raccoglie le informazioni riguardanti gli Apuania Unicorns nelle competizioni ufficiali della stagione 2019.

## Femminile

### Campionato Italiano Football Americano Femminile 2019

#### Stagione regolare
| Arbitri: | A. Robledo A. Mazzia A. Conti F. Antonelli C. Caroselli |

|                                                  |           | |
| Vallecoccia 4':42" Q4 (TD) 7yd pass from Fanella | Marcatori | E. Raia 0':38" Q1 (TD) 60yd pass from E. Bertorello G. Sciarpa 3':03" Q2 (TD) 67yd run G. Sciarpa 7':43" Q3 (TD) 4yd run G. Nicolini 2':42" Q3 (TD) 27yd run E. Bertorello Q3 (tpc) rush Adami 3':31" Q4 (TD) 62yd run E. Bertorello Q4 (tpc) rush |

| Arbitri: | N. Pizzorno R. Passalacqua M. Curatolo A. Tornambe A. Verne |

|                                                                                        |           | |
| E. Bertorello 0':00" Q1 (TD) 6yd run Adami 6':43" Q4 (TD) 56yd run Adami Q4 (tpc) rush | Marcatori | S. Pittaluga 0':45" Q3 (TD) 18yd pass from C. de Carlo C. de Carlo 3':16" Q4 (TD) 3yd run F. Giuso Delalba Q4 (tpc) pass from C. de Carlo |

| Arbitri: | I. Conti V. Vitelli D. Vitale M. Americi A. Verne |

| |           |  |
| S. Espana Carde 2':38" Q1 (TD) 52yd run Adami Q1 (TD) rush Adami 5':54" Q2 (TD) 10yd run S. Espana Carde 3':49" Q3 (TD) 1yd run Adami 9':48" Q4 (TD) 58yd interception return | Marcatori |  |

| Arbitri: | R. Jovanovic C. Cortesi E. Crescenzi A. Conti |

| |           | |
| Zocca 9':44" Q2 (TD) 34yd pass from Alberighi Zocca 0':37" Q3 (TD) 40yd run Pallaoro 0':20" Q3 (TD) 31yd interception return Zocca Q3 (tpc) rush Pallaoro 0':00" Q3 (TD) 31yd interception return Zocca Q3 (tpc) rush Zocca 5':10" Q4 (TD) 3yd run Zocca Q4 (tpc) rush | Marcatori | G. Nicolini 9':32" Q3 (TD) 75yd pass from E. Bertorello A. Vannozzi 0':40" Q4 (TD) 5yd run A. Vannozzi Q4 (tpc) rush |

#### Playoff
| Arbitri: | F. Mariotti V. Vitelli D. Vitale V. Maraventano A. Verne |

| |           | |
| Adami 3':21" Q2 (TD) 74yd run A. Vannozzi 7':25" Q3 (TD) 4yd run G. Nicolini 1':30" Q3 (TD) 51yd pass from E. Bertorello E. Stocco Q3 (tpc) pass from E. Bertorello A. Vannozzi 0':57" Q4 (TD) 1yd run A. Vannozzi Q4 (tpc) rush | Marcatori | L. Malerba 0':47" Q2 (TD) 57yd interception return Jirjena 1':03" Q4 (TD) 69yd pass from Carminati Nicola 3':34" Q4 (TD) 57yd run |

| Arbitri: | Jovanovic Breglia Conti Avagnina Moglia |

| |           |                                                                                      |
| Mingozzi 8':37" Q1 (TD) 45yd pass from Alberighi Mingozzi 4':38" Q1 (TD) 59yd run Mingozzi 9':49" Q2 (TD) 7yd run Zocca Q2 (TD) 40yd interception return Mengozzi Q2 (tpc) pass from Alberighi 0':41" Q3 (TD) 3yd run | Marcatori | A. Vannozzi 3':14" Q2 (TD) 5yd run Adami 6':24" Q3 (TD) 43yd run Adami Q3 (tpc) rush |

### Statistiche di squadra
| Competizione      | %Vittorie | In casa | In casa | In casa | In casa | In casa | In casa | In trasferta | In trasferta | In trasferta | In trasferta | In trasferta | In trasferta | Totale | Totale | Totale | Totale | Totale | Totale |
| Competizione      | %Vittorie | G       | V       | N       | P       | Pf      | Ps      | G            | V            | N            | P            | Pf           | Ps           | G      | V      | N      | P      | Pf     | Ps     |
| ----------------- | --------- | ------- | ------- | ------- | ------- | ------- | ------- | ------------ | ------------ | ------------ | ------------ | ------------ | ------------ | ------ | ------ | ------ | ------ | ------ | ------ |
| Stagione regolare | .625      | 2       | 1       | 1       | 0       | 40      | 14      | 2            | 1            | 0            | 1            | 48           | 42           | 4      | 2      | 1      | 1      | 88     | 56     |
| Playoff           | .500      | 1       | 1       | 0       | 0       | 28      | 18      | 1            | 0            | 0            | 1            | 14           | 32           | 2      | 1      | 0      | 1      | 42     | 50     |
| Totale            | .583      | 3       | 2       | 1       | 0       | 68      | 32      | 3            | 1            | 0            | 2            | 62           | 74           | 6      | 3      | 1      | 2      | 130    | 106    |

## Statistiche personali

### Marcatrici
| Giocatrice      | Ruolo | TD rush | TD recv | TD int | TD p.ret | TD k.ret | TD oth | Xp1 | Xp2 | FG  | Saf | Totale |
| --------------- | ----- | ------- | ------- | ------ | -------- | -------- | ------ | --- | --- | --- | --- | ------ |
| Adami           |       | 3+2     | 0+0     | 1+0    | 0+0      | 0+0      | 0+0    | 0+0 | 2+1 | 0+0 | 0+0 | 42     |
| A. Vannozzi     |       | 1+3     | 0+0     | 0+0    | 0+0      | 0+0      | 0+0    | 0+0 | 1+1 | 0+0 | 0+0 | 28     |
| G. Nicolini     |       | 1+0     | 1+1     | 0+0    | 0+0      | 0+0      | 0+0    | 0+0 | 0+0 | 0+0 | 0+0 | 18     |
| S. Espana Carde |       | 2       | 0       | 0      | 0        | 0        | 0      | 0   | 0   | 0   | 0   | 12     |
| G. Sciarpa      |       | 2       | 0       | 0      | 0        | 0        | 0      | 0   | 0   | 0   | 0   | 12     |
| E. Bertorello   |       | 1       | 0       | 0      | 0        | 0        | 0      | 0   | 2   | 0   | 0   | 10     |
| E. Raia         |       | 0       | 1       | 0      | 0        | 0        | 0      | 0   | 0   | 0   | 0   | 6      |
| E. Stocco       |       | 0+0     | 0+0     | 0+0    | 0+0      | 0+0      | 0+0    | 0+0 | 0+1 | 0+0 | 0+0 | 2      |

### Passer rating
| Giocatrice     | G   | Att   | Comp | Int | Yds    | TD  | NFL   | NCAA   |
| -------------- | --- | ----- | ---- | --- | ------ | --- | ----- | ------ |
| E. Bertorello  | 4+2 | 58+22 | 11+6 | 5+3 | 241+92 | 2+1 | 17,34 | 48,59  |
| A. Chrzanowska | 1   | 1     | 1    | 0   | 7      | 0   | 95,83 | 158,80 |

## Maschile

### Winter League IAAFL 2019

#### Stagione regolare
| Bergamo 19 ottobre 2019, ore 14:00 CEST | Old Lions Bergamo | 0 – 8 referto | Apuania Unicorns | Lions Field |

| Marina di Massa 2 novembre 2019, ore 14:00 CET | Apuania Unicorns | 12 – 6 referto | Mastini Verona Academy | Unicorns Field |

| 17 novembre 2019, ore 14:00 CET | Phoenix Mantova | 0 – 28 referto | Apuania Unicorns |  |

#### Playoff
| Bologna 30 novembre 2019, ore 14:00 CET | Apuania Unicorns | 0 – 13 referto | Mastini Verona Academy | Lunetta Gamberini |

### Statistiche di squadra
| Competizione      | %Vittorie | In casa | In casa | In casa | In casa | In casa | In casa | In trasferta | In trasferta | In trasferta | In trasferta | In trasferta | In trasferta | Totale | Totale | Totale | Totale | Totale | Totale |
| Competizione      | %Vittorie | G       | V       | N       | P       | Pf      | Ps      | G            | V            | N            | P            | Pf           | Ps           | G      | V      | N      | P      | Pf     | Ps     |
| ----------------- | --------- | ------- | ------- | ------- | ------- | ------- | ------- | ------------ | ------------ | ------------ | ------------ | ------------ | ------------ | ------ | ------ | ------ | ------ | ------ | ------ |
| Stagione regolare | 1.000     | 1       | 1       | 0       | 0       | 12      | 6       | 2            | 2            | 0            | 0            | 36           | 0            | 3      | 3      | 0      | 0      | 48     | 6      |
| Playoff           | .000      | 1       | 0       | 0       | 1       | 0       | 13      | 0            | 0            | 0            | 0            | 0            | 0            | 1      | 0      | 0      | 1      | 0      | 13     |
| Totale            | .750      | 2       | 1       | 0       | 1       | 12      | 19      | 2            | 2            | 0            | 0            | 36           | 0            | 4      | 3      | 0      | 1      | 48     | 19     |